# ISO 3166-2:RW
ISO 3166-2:RW is een ISO-standaard met betrekking tot de zogenaamde geocodes. Het is een subset van de ISO 3166-2 tabel, die specifiek betrekking heeft op Rwanda. 
De gegevens werden tot op 15 november 2015 geüpdatet op het ISO Online Browsing Platform (OBP). Hier worden 1 stad - city (en) / ville (fr) / umujyi (rw) – en 4 provincies - province (en) / province (fr) / intara (rw) - gedefinieerd.
Volgens de eerste set, ISO 3166-1, staat RW voor Rwanda, het tweede gedeelte is een tweecijferig nummer.

## Codes
| Code  | Naam Kinyarwanda | Naam Frans      | Naam Engels    | Categorie |
| ----- | ---------------- | --------------- | -------------- | --------- |
| RW-03 | Amajyaruguru     | Nord            | Northern       | provincie |
| RW-05 | Amajyepfo        | Sud             | Southern       | provincie |
| RW-02 | Iburasirazuba    | Est             | Eastern        | provincie |
| RW-04 | Iburengerazuba   | Ouest           | Western        | provincie |
| RW-01 | Umujyi wa Kigali | Ville de Kigali | City of Kigali | stad      |